# 관념론

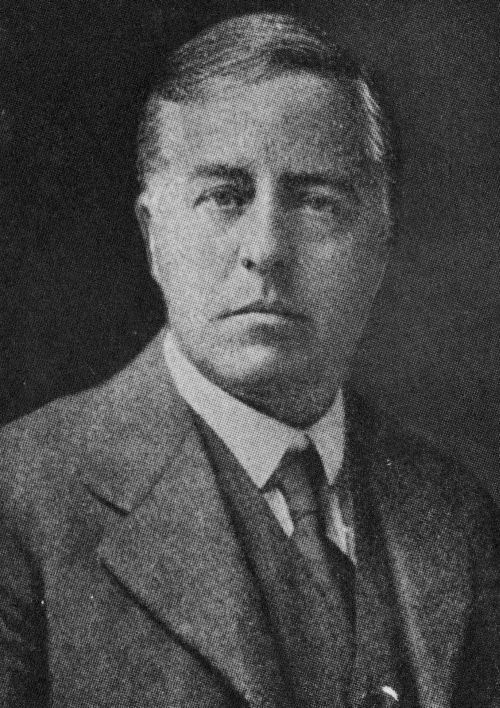
20세기 영국의 과학자 제임스 진스는 "우주가 거대한 기계라기보다는 거대한 정신처럼 보이기 시작한다"라고 기술하였다.

관념론(觀念論, 영어: idealism, 독일어: Idealismus, 프랑스어: Idéalisme)은 실체 혹은 우리가 알 수 있는 실체는 근본적으로 정신적으로 구성되었거나 혹은 비물질적이라고 주장하는 철학적 입장이다. 인식론에서 관념론은 정신으로부터 독립된 것을 인식할 가능성에 대한 회의로 나타난다. 사회학적 측면에서 관념론은 인간의 생각, 특히 믿음과 가치가 사회를 어떻게 형성하는지에 주안점을 둔다. 존재론적 교의로서 관념론은 더 나아가, 모든 것은 마음이나 정신으로 구성된다고 주장한다. 관념론은 "모든 것은 물질적으로 실제한다"고 보는 물리주의나 물리적 실체와 정신적 실체를 분리하여 파악하는 이원론의 주장은 모두 배척한다.
관념론은 마음 · 정신 · 의식이 물질 세계를 형성하는 기초 또는 근원이라고 주장은 유심론(唯心論)과 동의어로 사용되기도 하지만
 유심론이 유물론에 반하여 물질적 실재를 부정하는 것과 달리, 관념론은 실재론에 반하여 정신에 기반하지 않는 객관적 실재의 인식을 부정한다는 점에서 구분된다. 이에서 더 나아가 물질 세계가 마음, 정신 또는 의식이 현재 가지고 있는 생각 또는 상념의 현현 또는 표상이라는 입장과 물질 세계가 원인의 세계가 아닌 결과의 세계라는 입장으로 사물의 세계가 "본질적인" 실체(實體) 또는 실재성(實在性)을 가지고 있지 않으며 다만 "임시적인" 실제성(實際性)만을 가진다고 보는 환영설(幻影說)도 관념론의 일부를 이룬다.
경험의 세계가 정신에 기초한다는 현존하는 가장 이른 논의는 인도와 그리스에서 발생하였다. 인도의 힌두 관념론자와 그리스의 신플라톤주의자는 실체의 토대 또는 진정한 성질로서의 만연한 의식을 옹호하는 내재신론적 논증을 펼쳤다. 반면에 기원후 4세기에 인도에서 발생한 대승불교 교파인 유가행파는 정신만을 인정하는 관념론의 근거를 대부분 인간의 경험에 대한 현상학적 분석에 기반을 두었다. 이러한 주관적 관념론으로의 전환은 18세기 유럽에서 유물론에 대한 회의적 논증을 채용하여 관념론을 되살린 조지 버클리와 같은 경험론자의 등장을 예견하였다.
이마누엘 칸트로 시작하여, G. W. F. 헤겔, 요한 고틀리프 피히테, 프리드리히 빌헬름 요제프 셸링, 아르투어 쇼펜하우어와 같은 독일 관념론자들은 19세기 철학을 지배하였다. 모든 현상의 정신적 또는 "관념적" 특성을 강조하는 전통은 영국 관념론부터 현상론, 실존주의를 아우르는 관념론적, 주관주의적 학파를 탄생시켰다. 이러한 관념론 학파의 역사적 영향은 심지어 마르크스주의나 실용주의, 실증주의와 같은 관념론의 형이상학적 가정을 거부하는 학파에게까지도 강하게 남아 있다.
대표적인 관념론으로는 힌두교의 우파니샤드 철학과 베단타 학파, 불교의 유식설과 화엄종, 유대교의 카발라, 피타고라스 학파의 영혼 불멸설, 플라톤주의의 이데아론, 신피타고라스주의, 기독교 신학, 영지주의, 헤르메스주의, 신플라톤주의, 원효의 일심 사상, 유교의 성리학, 라이프니츠의 모나드설, 버클리의 유심론, 칸트의 비판철학, 헤겔의 절대정신 및 시대정신론 등이 있다.

## 고전 관념론
일원론적 관념론은 물질이 아닌 의식은 모든 것의 토대라고 주장한다. 이러한 입장은 우주에는 오로지 한 가지의 실체만이 있다고 주장하기 때문에 일원론적이며, 그 하나의 실체는 의식적이라고 주장하기 때문에 관념론적이다.  아낙사고라스는 모든 것은 누스에 의해 생성된다고 생각했으며, 누스는 코스모스와 일치하여, 인간을 코스모스와 연결시키고 신으로 가는 길을 제공한다고 생각하였다.
다수의 종교적 철학자는 관념론자이다. 지식을 가진 존재는 무감각한 물질을 앞선다는 믿음은 경험하는 주체가 필연적으로 실체라고 주장하는 듯하다. 힌두 관념론은 베단타 철학과 카쉬미르 시바파의 핵심적 교의이다. 기독교 신학자들은 12세기부터 아리스토텔레스주의적 스콜라주의의 영향에도 불구하고 신플라톤주의에 기반을 둔 관념론적 견해를 주장하였다. Hermann Lotze와 같은 이후의 유신론적 관념론자는 그 안에서 모든 것은 통일성을 획득한다는 세계의 토대(world ground)에 관한 이론을 제안하였다. 이 이론은 신교 신학자들에게 널리 받아들여졌다. 신사상 운동과 같은 현대의 몇몇 종교 운동은 특별히 관념론적 지향을 가지고 있다고 평가된다. 크리스천 사이언스 신학은 관념론적 형태를 포함한다. 진정하게 존재하는 모든 것은 신이자 신의 생각이며, 감각에 나타나는 세계는 그 본저에 있는 정신적 실체의 왜곡이며, 왜곡은 생각의 재설정을 통하여 교정될 수 있다고 가르친다.
명나라의 유학자인 왕양명은 정신은 객체를 형상화하기 때문에 객체는 정신으로부터 완전히 떨어져 존재하지 않는다고 주장하였다. 세계가 정신을 형상화하는 것이 아니라, 정신이 세계에게 원인을 제공하므로 정신은 내적인 빛과 선천적인 선, 어떤 것이 선한지에 대한 이해를 가져 모든 원인의 원천이라고 주장하였다.
유가행파 사상가들은 의식을 궁극적으로 실존한다고 주장하기 위해 의심에 초점을 맞춘 것이 아니라, 대승불교의 유가행파의 의식만을 염두에 두는 접근은 진정한 형이상학적 관념론은 아니다. 유가행파에게 의식은 원인과 상태를 요동치게 하여 순간마다 나타나기 때문에 단지 관례적으로 실존할 뿐이며, 의식은 업과 고의 원인이기 때문에 중요한 개념이다.
플라톤의 형상 이론은 관념적인 형상을 어떠한 상황으로부터도 독립적으로 존재하는 보편자로 묘사한다. Arne Grøn는 이러한 교의를 초월적 관념론으로서의 형이상학적 관념론의 고전적 예라고 부르는 반면, Simone Klein은 플라톤을 형이상학적 객관적 관념론의 가장 이른 대표자라고 부른다. 플라톤은 물질은 실존하지만 순간적이며 불완전하다고 주장하였고, 물질은 우리의 신체와 감각에 의해 인식되며, 우리의 이성적 영론에 의해서 직접적으로 인식되는 외부의 이데아로부터 그 존재를 부여받는다고 주장하였다. 그러므로 플라톤은 근대의 관념론자가 회피하려고 노력하는 형이상학적, 인식론적 이원론자이다.

## 주관적 관념론
주관적 관념론(유심론 또는 현상론)은 경험과 세계의 관계에 대해서 논한다. 주관념 관념론에서 객체는 인식자 내부의 감각 데이터의 모음 그 이상이 아니다. 클로인의 주교이자 아일랜드의 철학자였던 조지 버클리는 주관적 관념론의 주창자 중 한 명으로서 개인은 대상에 대한 감각이나 개념만을 직접적으로 알 수 있으며, 물질과 같은 비실재적인 것은 알 수 없다고 주장하면서 자신 스스로는 유심론이라고 부른 이론을 발전시켰다. 버클리는 "존재하는 것은 인식되는 것이다(esse est percipi)"라며, 개념은 그 존재를 위하여 인식되는 것에 의존한다고 주장하였다.
영국의 철학자인 아서 콜리어(Arthur Collier)는 버클리와의 사이에서 영향을 주고받은 적이 없는 것으로 보임에도 비슷한 주장을 발표하였다. 우리가 알 수 있는 유일한 실제는 영원한 대상에 대하여 상상된 이미지이다. 그러한 이미지의 원인으로서의 물질은 생각될 수 없으며, 그러므로 그것은 우리에게 아무것도 아니다. 관찰자와 관련되지 않은 절대적 물질로서의 외부 세계는 존재하지 않는다. 인식하는 정신이 존재하지 않는다면 세계는 그것이 나타는 것처럼 존재할 수 없다. 콜리너는 케임브리지 플라톤주의자인 존 노리스(John Norris)의 ⟪이상적 또는 정신으로만 인식되는 세계에 대한 이론에 관한 논문⟫(An Essay Towards the Theory of the Ideal or Intelligible World)의 영향을 받았다.

### 인물 목록
- 디그나가 (480년? ~ 540년?)
- 다르마키르티 (7세기?)
- 육구연 (1139년 ~ 1192년)
- 오컴의 윌리엄 (1280년 ~ 1349년)
- 왕수인 (1472년 ~ 1528년)
- 이지 (1527년 ~ 1602년)
- 나카에 도주 (1608년 ~ 1648년)
- 존 로크 (1632년 ~ 1704년)
- 존 노리스 (1657년 ~ 1712년)
- 아서 콜리어 (1680년 ~ 1732년)
- 조지 버클리 (1685년 ~ 1753년)
- 데이비드 하틀리 (1705년 ~ 1757년)
- 데이비드 흄 (1722년 ~ 1785년)
- 메리 울스턴크래프트 (1759년 ~ 1797년)
- 요한 고틀리프 피히테 (1762년 ~ 1814년)
- 아르투어 쇼펜하우어 (1790년 ~ 1860년)
- 존 스튜어트 밀 (1806년 ~ 1873년)
- 윌리엄 제임스 (1842년 ~ 1910년)
- 앙리 베르그손 (1859년 ~ 1941년)
- 카를 야스퍼스 (1883년 ~ 1969년)
- 마르틴 하이데거 (1889년 ~ 1976년)

## 초월적 관념론
이마누엘 칸트에 의해 18세기에 주창된 초월적 관념론은 정신은 우리가 인식한 세계를 시공간의 형태로 형상화한다고 주장한다.
...  물질적인 세계 전체는 주체로서의 우리 자신의 감각 안에서의 현상적인 모습이자 상상의 일종일 뿐이기 때문에 내가 생각하는 주체를 제거한다면 세계는 한 번에 사라져야 한다. — 순수 이성 비판

그런데 칸트는 규준 체계에서 오성(verstand)에 무제한의 자율성을 부여하였다. 따라서 자기 의지에 따라 감각인상을 구상할 수 있게 한다는 점에서, 사실상의 주관적 관념론으로 불린다.

### 인물 목록
- 이마누엘 칸트 (1724년 ~ 1804년)
- 프리드리히 슐라이어마허 (1768년 ~ 1834년)
- 쿠노 피셔 (1824년 ~ 1907년)
- 빌헬름 딜타이 (1833년 ~ 1911년)
- 에른스트 마흐 (1838년 ~ 1916년)
- 빌헬름 빈델반트 (1848년 ~ 1915년)
- 에드문트 후설 (1859년 ~ 1938년)
- 하인리히 리케르트 (1863년 ~ 1936년)
- 에른스트 카시러 (1874년 ~ 1945년)
- 한스게오르크 가다머 (1900년 ~ 2002년)
- 폴 리쾨르 (1913년 ~ 2005년)

## 객관적 관념론
관념론은 정신을 세계의 기초에 두는 견해를 취하는 철학이나 객관적 관념론은 이 정신을 인간 의식, 즉 주관으로서의 정신을 초월한, 객관적으로 존재하는 정신(신이라든가 절대정신)이라 하여, 이에 바탕을 두고 세계관을 수립하는 철학이다. 또한 개인적인 주관(의식)이 아니라 인간 일반(一般)의 의식을 생각하여 이것이 세계를 만든다는 생각도 객관적 관념론이라 하는 수도 있으나 이러한 입장은 오히려 주관적 관념론이라고 하는 것이 적절하다. 객관적 관념론의 주창자로는 토머스 힐 그린, 조사이어 로이스, 찰스 샌더스 퍼스 등이 있다.
셸링은 객체 없이 주체가 존재할 수 없기 때문에 피히테의 나(I)는 내가 아닌 것(Not-I)를 필요로 한다고 주장하였다. 그러므로 주관적인 것과 객관적인 것, 즉 관념적인 것과 실제적인 것 사이에 차이는 없다. 이것이 셸링의 절대적 동일성이다. 관념이나 정신적인 이미지는 정신 외부의 확장된 객체와 동일하다.
절대적 관념론은 어떻게 존재가 포괄적인 전체로서 이해될 수 있는지에 대한 G. W. F. 헤겔의 입장이다. 헤겔은 자신의 철학을 버클리의 "주관적 관념론"과 칸트와 피히테의 "초월적 관념론"과 구별하여 "절대적" 관념론이라고 불렀다. 그는 유(有)와 무(無)의 대립을 통한 현존의 성립을 주장하였다. 그는 현실의 제 모순의 내용을 통찰하는 과정으로서 여러 의식 단계를 설정하였고, 최종적으로 절대지로 나아가면 모순의 제 내용을 파악하여 객체의 실체를 알 수 있다고 하였다. 헤겔이 보기에 주관적 관념론이나 초월적 관념론은 헤겔의 관념론과 달리 역사에 대한 궁극적이고 변증법적인 철학의 비판에 기반하지 않았다. 이성과 지성의 활용은 철학자가 궁극적인 역사적 실제와, 자기 결정의 현상학적인 성질, 자기 인식의 변증법적 발전, 역사의 영역에서의 성질을 알게 해 준다.
헤겔은 자신의 저서 ⟪대논리학⟫에서 유한한 성질은 자신을 결정하기 위하여 다른 유한한 성질에 의존하기 때문에 완전히 "실제적"이지 않다고 주장한다. 반면에 질적인 무한은 더욱 자기 결정적이며 그러므로 완전히 실제적이다. 비슷하게 유한한 자연적인 것은 덜 자기 결정적이기 때문에 도덕적으로 책임있는 인간, 윤리적인 공동체, 신과 같은 정신적인 것과 보다 덜 실질적이다. 그러므로 유한한 성질이나 자연적인 대상이 완전히 실제적이라는 유물론과 같은 학설은 잘못되었다.
객관적 관념론자는 대개 철저한 수학적 연역론과 감각 및 지각과는 질적으로 다른 추상적 사유를 통한 판단을 중시하며, 이러한 판단이 객체에 관한 객관성을 얻을 수 있는 유일한 길이라 선언한다. 주관적 관념론과 달리 의식과 독립적으로 존재하는 실체의 존재를 인정하며, 더 나아가 외부 세계의 실재를 인정한다. 하지만, 그러한 실체(객관화된 객체)는 오로지 최상의 단계에 진입한 정신으로 관통할 수 있다고 하는 점에서 관념론이다.

### 인물 목록
- 피타고라스 (BCE. 570년? ~ BCE. 495년?)
- 파르메니데스 (BCE. 510년? ~ BCE. 450년?)
- 플라톤 (BCE. 427년? ~ BCE. 347년?)
- 맹자 (BCE. 372년? ~ BCE. 289년?)
- 동중서 (BCE. 176년? ~ BCE. 104년)
- 암모니우스 삭카스 (3세기)
- 플로티노스 (205년? ~ 270년?)
- 포르피리오스 (234년? ~ 305년?)
- 이암블리코스 (245년? ~ 325년?)
- 히파티아 (355년? ~ 415년?)
- 프로클로스 (412년 ~ 485년)
- 샹카라 (8세기?)
- 정이 (1033년 ~ 1107년)
- 주희 (1130년 ~ 1200년)
- 이이 (1537년 ~ 1584년)
- 야코프 뵈메 (1575년 ~ 1624년)
- 잠바티스타 비코 (1668년 ~ 1744년)
- 이간 (1677년 ~ 1727년)
- 게오르크 빌헬름 프리드리히 헤겔 (1770년 ~ 1831년)
- 프리드리히 빌헬름 요제프 셸링 (1775년 ~ 1854년)
- 토머스 힐 그린 (1836년 ~ 1882년)
- 찰스 샌더스 퍼스 (1839년 ~ 1914년)
- 프랜시스 허버트 브래들리 (1846년 ~ 1924년)
- 조사이어 로이스 (1855년 ~ 1916년)
- 비토리오 회슬레 (1960년 ~ )

## 이상국가
이상국가(理想國家)는 플라톤의 이상주의적 국가관이다. 정치는 진리에 기하여 사회의 최고선을 위하여 행하여져야 한다는 이상(이데아)을 체현한 것이다. 플라톤은 데모크라시를 중우정치(衆愚政治)라 하여 배척하고 정의의 이데아를 갖고 행동하는 소수의 현인이 지배하는 귀족정치를 최고의 정치형태라고 보았다. 그러나 이상국가를 실현하지는 못했다.

## 같이 보기
- 실재론
- 유물론
- 유심론
- 발출론
- 독일 관념론
- 영국 관념론
- 가이론[깨진 링크(과거 내용 찾기)]

## 참고 자료
- 이 문서에는 다음커뮤니케이션(현 카카오)에서 GFDL 또는 CC-SA 라이선스로 배포한 글로벌 세계대백과사전의 내용을 기초로 작성된 글이 포함되어 있습니다.